# Trofeo Beaumont
El Trofeo Beaumont (oficialmente:Beaumont Trophy), es una carrera ciclista de un solo día que se disputa en los alrededores de Stamfordham, en el condado de Northumberland en el Reino Unido. 
Fue creada en 1952 y desde 2014 forma parte del UCI Europe Tour, en categoría 1.2. (última categoría del profesionalismo).

## Palmarés
| Año  | Ganador            | Segundo              | Tercero             |
| ---- | ------------------ | -------------------- | ------------------- |
| 1952 | Stan Blair         |                      |                     |
| 1953 | Donald Sanderson   |                      |                     |
| 1954 | Des Robinson       |                      |                     |
| 1955 | Donald Sanderson   |                      |                     |
| 1958 | Bill Baty          |                      |                     |
| 1962 | Derek Hepple       |                      |                     |
| 1963 | Ron Gardener       |                      |                     |
| 1964 | John Dixon         |                      |                     |
| 1965 | Norman Baty        |                      |                     |
| 1966 | Ray Wetherell      |                      |                     |
| 1967 | Ray Wetherell      |                      |                     |
| 1968 | Ray Wetherell      |                      |                     |
| 1969 | Paul Blackett      |                      |                     |
| 1970 | Eddie McGourley    |                      |                     |
| 1971 | Ray Wetherell      |                      |                     |
| 1972 | Ray Wetherell      |                      |                     |
| 1973 | Joe Waugh          |                      |                     |
| 1975 | Robin Childes      |                      |                     |
| 1976 | Alan Topp          |                      |                     |
| 1982 | Richard Healy      |                      |                     |
| 1983 | Arthur Caygill     |                      |                     |
| 1990 | Robert Harris      |                      |                     |
| 1991 | Andy Matheson      |                      |                     |
| 1993 | Richard Moore      |                      |                     |
| 1994 | Paul Curran        |                      |                     |
| 1995 | Mark Walsham       |                      |                     |
| 1997 | Paul Blackett      |                      |                     |
| 1998 | Elliot Gowland     |                      |                     |
| 1999 | Ian Childes        |                      |                     |
| 2000 | Billy Mitchinson   |                      |                     |
| 2001 | Glen Turnbull      |                      |                     |
| 2002 | Richard Sutcliffe  | Kevin Eckersall      | Christopher Breedon |
| 2003 | Graham McGarrity   | Richard King         | Michael Milen       |
| 2004 | Mark Wordsworth    | Wayne Randle         | Mike Moss           |
| 2005 | Malcolm Elliott    | Evan Oliphant        | Leigh Cowell        |
| 2006 | Evan Oliphant      | Robert Partridge     | Robin Sharman       |
| 2007 | Russell Downing    | Malcolm Elliott      | Chris Newton        |
| 2008 | Robert Hayles      | Peter Williams       | Russell Downing     |
| 2009 | Bradley Wiggins    | Russell Downing      | Mark McNally        |
| 2010 | Chris Newton       | Simon Richardson     | Peter Williams      |
| 2011 | Bradley Wiggins    |                      |                     |
| 2012 | Russell Downing    | Chris Opie           | Marcin Białobłocki  |
| 2013 | Dean Downing       | Daniel Barry         | Niklas Gustavsson   |
| 2014 | Kristian House     | Mark Christian       | Adam Blythe         |
| 2015 | Christopher Latham | Thomas Stewart       | Yanto Barker        |
| 2016 | Dion Smith         | Liam Holohan         | Daniel Bigham       |
| 2017 | Peter Williams     | James Gullen         | Thomas Stewart      |
| 2018 | Connor Swift       | Adam Blythe          | Owain Doull         |
| 2019 | Rory Townsend      | Peter Williams       | Damien Clayton      |
| 2020 | No se organizó     | No se organizó       | No se organizó      |
| 2021 | Jacob Scott        | Alexandar Richardson | Matthew Gibson      |
| 2022 | Jack Rootkin-Gray  | Alexandar Richardson | Ross Lamb           |

## Palmarés por países
| País          | Victorias |
| ------------- | --------- |
| Reino Unido   | 49        |
| Nueva Zelanda | 1         |
| Irlanda       | 1         |